# Beekschoffelmos
Beekschoffelmos (Scapania undulata) is een levermossoort behorend tot de familie Scapaniaceae.

## Determinatie
Het mos groeit in groene, soms roodbruine tot bruinzwarte gazons. De sterke stelen zijn 4 millimeter breed en tot 10 centimeter lang. De bladeren zijn tweelobbig, met grotere, omgekeerd eironde onderlobben en 1/2 tot 2/3 zo grote, afgerond-rechthoekige tot ovale bovenlobben, die de stengel niet of slechts in geringe mate overlappen. De onderkwab loopt duidelijk langs de romp naar beneden, de bovenkwab niet. De bladranden van beide bladlobben zijn geheel of naar de punt toe gekarteld.
De ronde, veelhoekige bladcellen zijn ongeveer 20 tot 30 µm groot in het midden van het blad. Celhoeken zijn niet of slechts zelden verdikt. Er zijn 2 tot 5 olielichamen per cel, die zijn samengesteld uit talloze kleine oliedruppeltjes.
De planten zijn tweehuizig.

## Ecologie
Beekschoffelmos is een kenmerkende soort voor zwak zure, stromende beken. Het groeit op zonnige tot halfbeschaduwde, natte of op zijn minst vochtige, kalkvrije locaties, vaak ondergedompeld in water, bij voorkeur op rotsen in beken of bij watervallen. Buiten Nederland is soort in dat biotoop vaak te vinden, vaak op stenen, maar ook wel op bijv. boomwortels.

### Syntaxonomie
In de syntaxonomie staat beekschoffelmos te boek als kensoort voor de beekschoffelmos-associatie.

## Verspreiding
Het verspreidingsgebied van beekschoffelmos beperkt zich tot het noordelijk halfrond. In Centraal-Europa is de soort wijdverspreid en gebruikelijk in bergachtige gebieden, maar zeldzaam in laaggelegen gebieden.
In Nederland is beekschoffelmos zeer zeldzaam. Het staat op de Nederlandse Rode Lijst in de categorie 'Bedreigd'.

## Fotogalerij

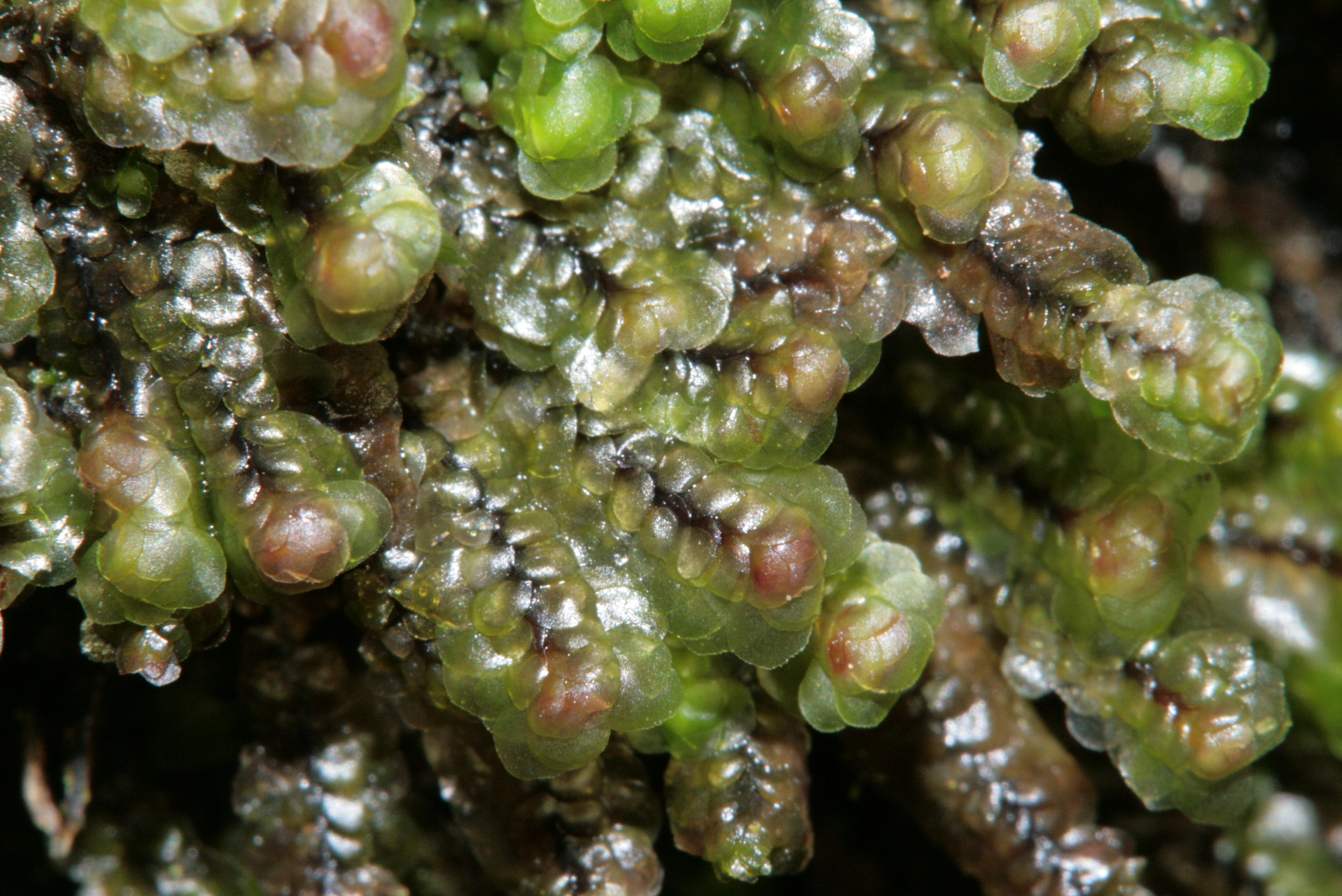
Bladeren
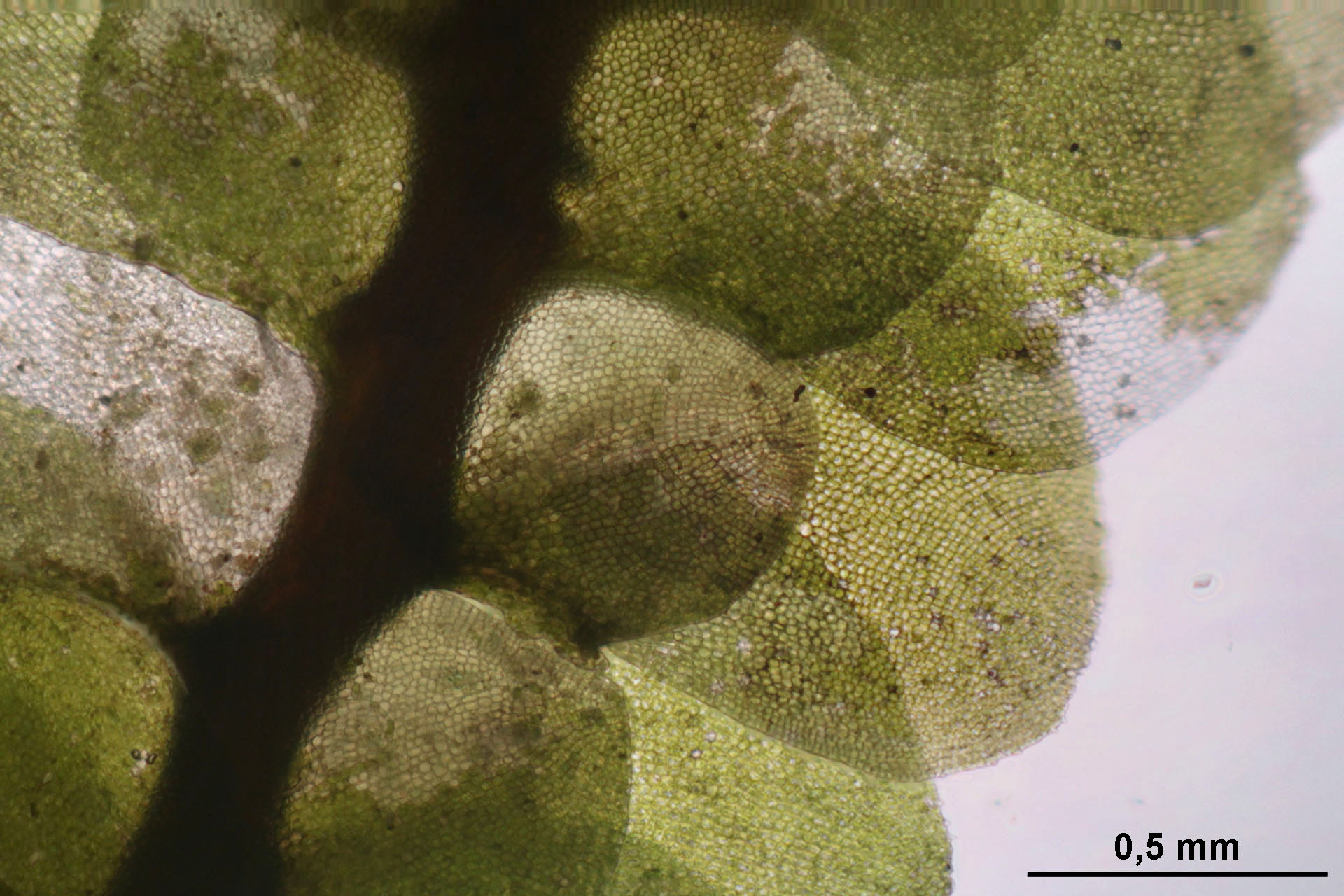
Bladeren
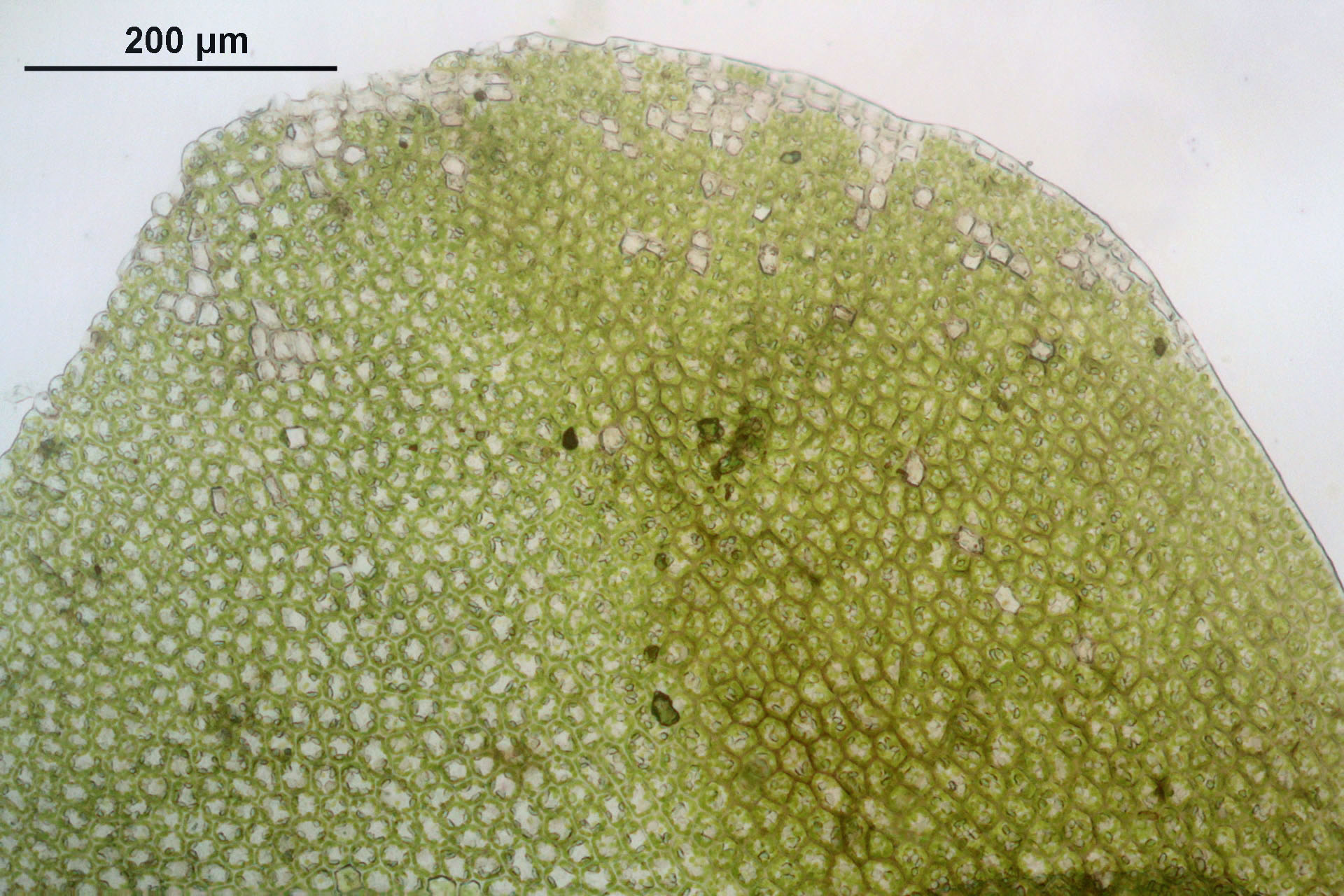
Bladtop
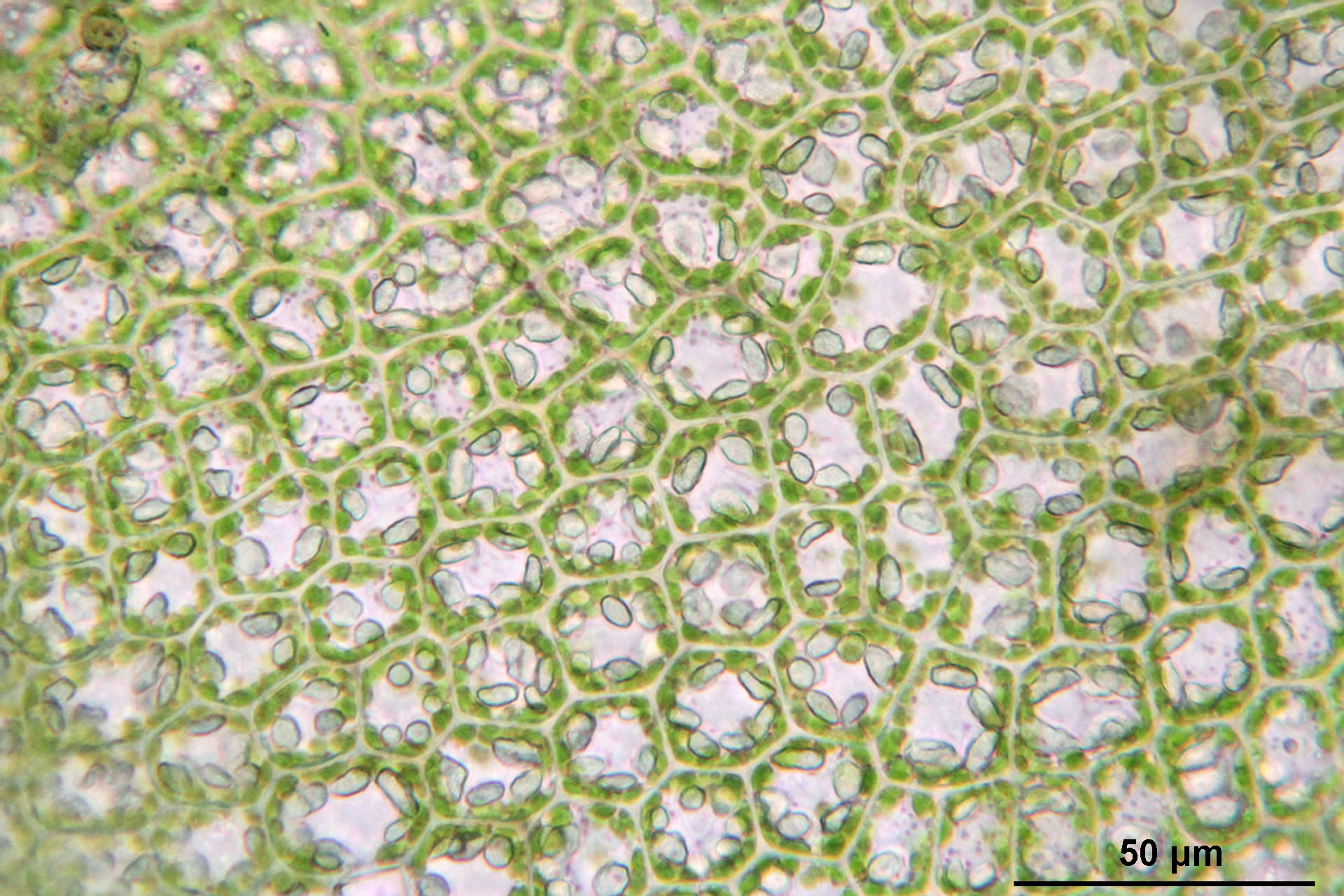
Bladcellen
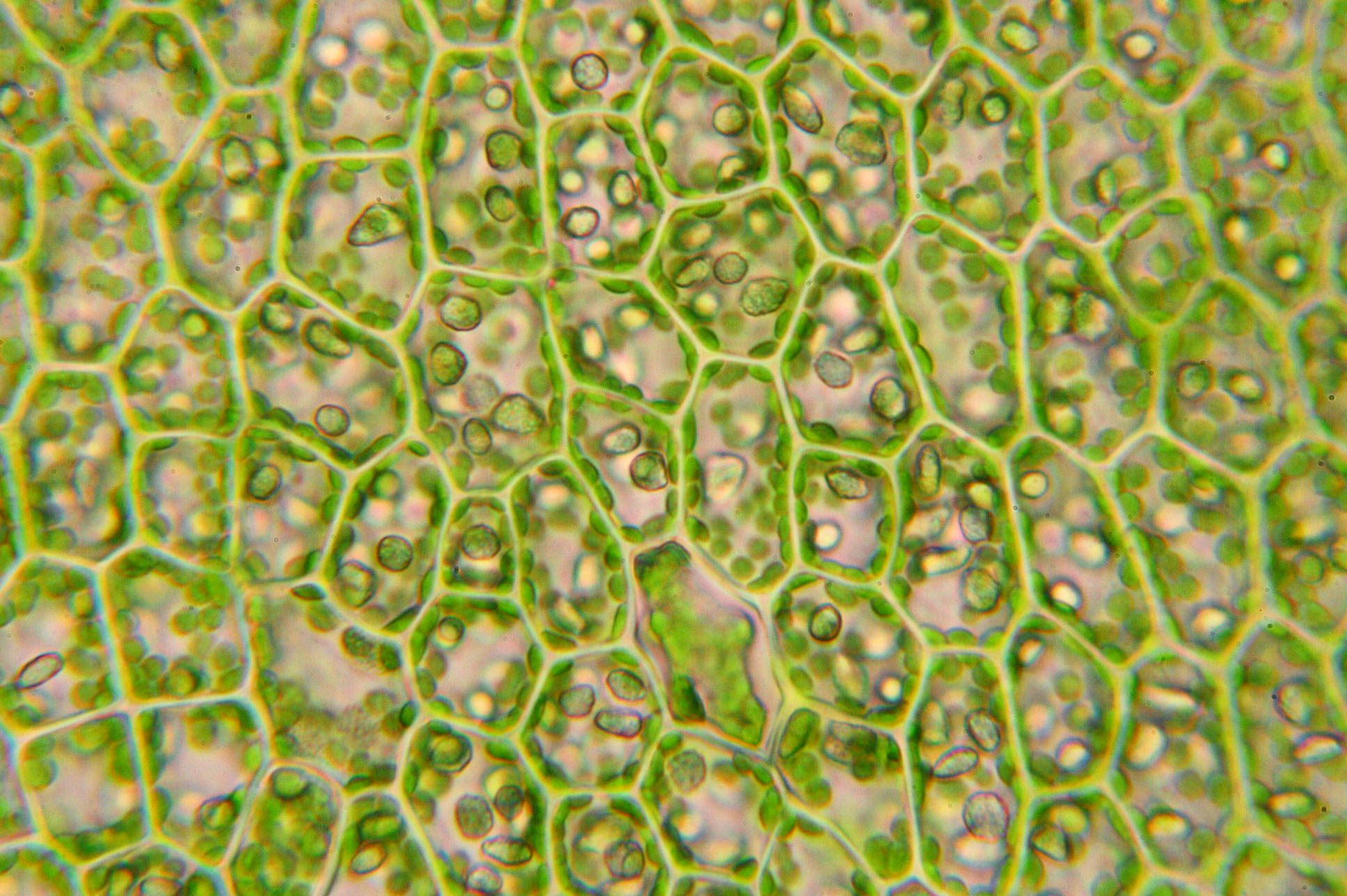
Bladcellen
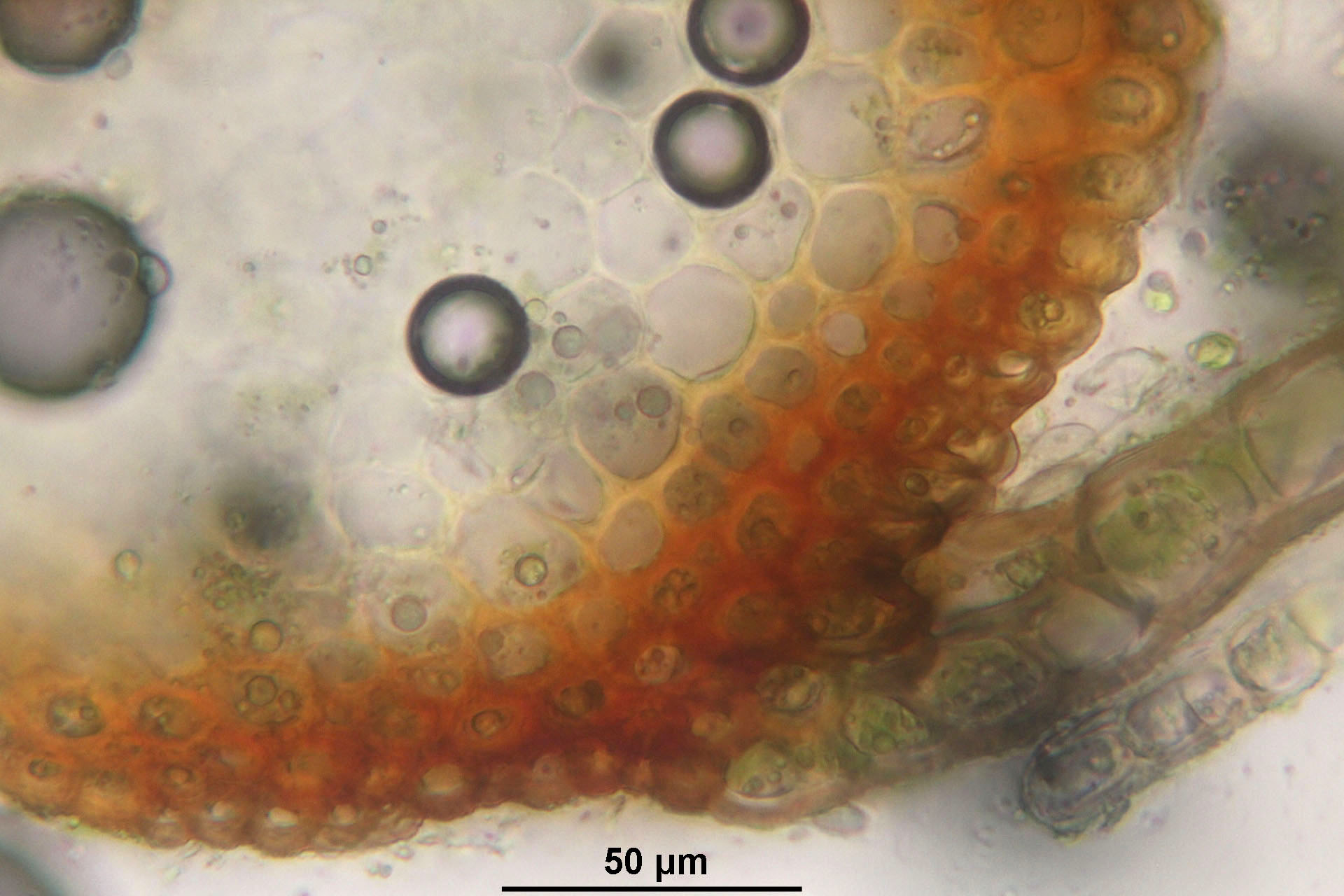
Stengeldoorsnede